# Súng ngắn ổ xoay Type 26
Súng ngắn Shiki 26 (二十六年式拳銃, にじゅうろくねんしきけんじゅう, Nijūroku-nen shiki kenjū) là loại súng ngắn ổ xoay đầu tiên được phát triển bởi Lục quân đế quốc Nhật Bản. Nó được thiết kế bởi xưởng công binh Koishikawa và được đặc tên theo năm của lịch Nhật Bản khi đó là năm thứ 26 của thời kỳ Minh Trị (năm 1893 theo lịch quốc tế). Loại súng ngắn này được thấy sử dụng trong các cuộc chiến như Chiến tranh Nga-Nhật, Chiến tranh Trung-Nhật và Chiến tranh thế giới thứ hai.
Shiki 26 được lúc đầu dùng như vũ khí phòng thân của các kỵ binh và có một dây cột ở bán súng. Với việc bị thiếu vũ khí trầm trọng trong các cuộc chiến và việc chế tạo ra nó không mất quá nhiều nguyên vật liệu nên nó đã được dùng như một loại vũ khí thay thế và vẫn được dùng cho đến khi kết thúc Chiến tranh thế giới thứ hai.
Shiki 26 là loại súng lục nạp đan theo kiểu bẻ nòng súng lên ra khỏi bán súng giống như loại súng lục Smith & Wesson được sản xuất cùng thời điểm. Nó không có búa điểm hỏa như các súng lục thông thường và không thể lên cò bằng tay nó được thiết kế cho việc chỉ cho hoạt động kép (khi bắn ổ đạn sẽ quay đẩy kim điểm hỏa ra sau có thể xem như đây là loại súng lục tự động). Và với việc độ giật của loại súng này khá cao nên độ chính xác của loại súng này khá thấp. Cũng vì nền công nghiệp của Nhật Bản vào đầu thế kỷ 20 là nền công nghiệp sản xuất thô chưa chú trọng đến chất lượng nên các khe đạn của súng đôi khi không khớp với nòng súng khiến nó trở nên khá nguy hiểm (trong một số trường hợp nòng súng sẽ nổ khi bắn) và không chính xác.

## Quốc gia sử dụng
- Đế quốc Nhật Bản
- Trung Hoa Dân Quốc